# Hell’s Paradise
Hell’s Paradise (jap. 地獄楽 Jigokuraku) ist eine Mangaserie von Yūji Kaku, die von 2018 bis 2021 in Japan erschien. Das Werk ist in die Genres Shōnen, Fantasy und Action einzuordnen und wurde in mehrere Sprachen übersetzt sowie als Anime-Fernsehserie adaptiert.

## Inhalt
Der junge Ninja Gabimaru (画眉丸) aus dem Dorf Iwagakure gehört zu den Besten seiner Zunft. Doch nachdem er mit der Tochter des Clanchefs verheiratet wurde, will er das Töten aufgeben. Bei der nächsten Mission wird er verraten und zum Tode verurteilt. Trotz seiner Beteuerungen, selbst sterben zu wollen, wird jeder Hinrichtungsversuch durch seine Ninja-Techniken vereitelt. Die Scharfrichterin Sagiri Yamada Asaemon (山田浅ェ門佐切) findet schließlich heraus, dass es die Liebe zu seiner Frau ist, die Gabimaru in dieser Welt hält. Sie schlägt ihm eine neue Mission vor, um sich eine Begnadigung zu verdienen: südlich Japans wurde die Insel Shinsenkyo entdeckt, auf der es das Elixier des ewigen Lebens geben soll. Der Shogun will dieses für sich und schickte bereits fünf Expeditionen, doch keine kehrte zurück. Wenn Gabimaru das Elixier zum Shogun bringen kann, wird sein Leben verschont.
So wird der Ninja zusammen mit Sagiri als seiner Bewacherin nach Shinsenkyo geschickt. Doch ist er nicht der einzige Todgeweihte, der auf den Handel eingegangen ist. Neun weitere sind mit ihren Bewachern gesandt worden und werden nun – neben den Gefahren des Fremden Landes – zu Konkurrenten um das Elixier.

## Veröffentlichung
Der Manga erschien ab Januar 2018 im Online-Magazin Shōnen Jump+. Im Januar 2021 wurde die Serie abgeschlossen. Der Verlag Shūeisha brachte die Kapitel auch gesammelt in 13 Bänden heraus. Diese verkauften sich bis zu 45.000 Mal in der ersten Woche nach Veröffentlichung.
Eine deutsche Übersetzung erschien von April 2020 bis April 2022 bei Kazé Deutschland. Eine englische Fassung wird von Viz Media herausgegeben, spanische von Norma Editorial und Editorial Ivréa. Auf Italienisch erschien bei Manga bei J-Pop und auf Polnisch bei Japonica Polonica Fantastica.
Seit Januar 2020 erscheint im Shōnen Jump+ ein Comedy-Ableger unter dem Titel Jigokuraku ~Saikyō no Nukenin Gaman no Gabimaru~ (じごくらく 〜最強の抜け忍 がまんの画眉丸〜). Bereits im September 2019 kam eine Adaption des Mangas als Light Novel heraus. Das Buch mit dem Titel Jigokuraku: Utakata no Yume (地獄楽　うたかたの夢) wurde geschrieben von Sakaku Hishikawa und illustriert von Yūji Kaku.

## Anime
Ein Umsetzung als Anime wurde vom Studio MAPPA mit dem Regisseur Kaori Makita und dem Drehbuchautor Akira Kindaichi produziert. Das Charakterdesign stammt von Akitsugu Hisagi und die künstlerische Leitung lag bei e-caesar. Für die Kameraführung war Hyo Gyu Park zuständig. Vom 1. April bis 1. Juli 2023 wurden die 13 Folgen des Animes auf TV Tokyo ausgestrahlt. International erschienen sie zunächst bei Crunchyroll und 2024 bei Netflix. Es wurde eine zweite Staffel angekündigt.
Mit dem Ende der ersten Staffel wurde eine zweite Staffel angekündigt, die im Januar 2026 im japanischen Fernsehen mit der gleichen Besetzung wie in Staffel 1 starten soll.

### Synchronisation
| Rolle                 | japanischer Stimme (Seiyū) | deutsche Stimme      |
| --------------------- | -------------------------- | -------------------- |
| Gabimaru              | Chiaki Kobayashi           | Nicolas Rathod       |
| Sagiri Yamada Asaemon | Yumiri Hanamori            | Victoria Frenz       |
| Yuzuriha              | Rie Takahashi              | Josephine Martz      |
| Aza Chōbei            | Ryōhei Kimura              | Tim Sander           |
| Tamiya Gantetsusai    | Tetsu Inada                | Jörg Hengstler       |
| Nurugai               | Makoto Koichi              | Zalina Sanchez Decke |
| Rokurota              | Hinata Tadokoro            | Sebastian Borucki    |

### Musik
Die Musik der Serie schrieb Yoshiaki Dewa. Das Vorspannlied ist Work von millenium parade ✕ Ringo Sheena und der Abspann ist unterlegt mit Kamihitoe (紙一重) von Uru.